# Чёрный замок (фильм)
«Чёрный замок» (бел. «Чорны замак») — полнометражный фильм 2024 года, снятый по мотивам романа Владимира Короткевича «Черный замок Ольшанский». В центре сюжета фильма — молодой профессор Антон Космич, который изучает историю Беларуси и мистическим образом переносится в Средневековье. События фильма частично перенесены в настоящее время.

## Сюжет
В руки молодого преподавателя истории Антона Космича попадает древний манускрипт. В нем зашифровано местонахождение тайника с сокровищами, которые были похищены у повстанцев владельцем «черного замка» князем Ольшанским.
Космич вместе со своей студенткой Стасей ищут клад.

## В ролях
- Евгений Шварц — Антон Космич / Валюжинич
- Вероника Устимова — Стася
- Евгений Стычкин — Лыгановский
- Линда Лапиньш — Елена
- Виталий Кищенко — князь Витовт Ольшанский
- Анастасия Красовская — Гордислава
- Виктор Вержбицкий — Станкевич
- Павел Комаров — Марьян Пташинский
- Сергей Белякович — Жихович
- Олег Васильков — Хилинский
- Руслан Чернецкий — князь Слуцкий
- Александр Брухацкий — дед Мультан
- Александр Абрамович — князь Петро Валюжинич
- Александр Гирёнок — Клепча
- Виталий Лойко — король Сигизмунд
- Олег Дмитриев — Герард
- Александр Душечкин — Лапатуха
- Святослав Астрамович — Шаблыка
- Павел Евтушенко — архитектор
- Дмитрий Климович — Гончарик
- Сергей Муравьев — Змогитель
- Антон Жуков — Вечерка
- Станислав Савостин — Высоцкий
- Дирк Мартенс — Вартенбург
- Игорь Коняхин — человек без мизинца

## Производство и выход фильма
Съёмки велись в таких местах Минска, как Национальная библиотека Беларуси, Площадь Победы, Троицкое предместье.
Премьера фильма в Беларуси состоялась 12 декабря.

## Достижения
- Фильм «Черный замок» в номинации «Признание» победил на седьмом международном евразийском кинофестивале ECG Film Festival, который прошел в Ромфорде (Лондон, Великобритания, 2025)[4].

## Критика
Валерий Кичин в рецензии «РГ» пишет, что «„Чёрный замок“ начинается с размаха большого высокобюджетного блокбастера: нас бросает в самую гущу яростной сечи иных времен — снято динамично, монтаж стремительный, типажи выразительные, музыка Юрия Потеенко хорошо нагнетает саспенс» при этом отмечает, что «герои не столько друг с другом беседуют, сколько зрителям разъясняют обстоятельства действия, заполняя сюжетные лакуны», и констатирует, что «К фильму хочется отнестись очень серьезно: кумир поколений Короткевич и фигуры талантливых Рубинчика и Пташука в предыстории — редкий сегодня пример международной копродукции и, надо признать, отлично выполненные батальные и павильонные съемки, прекрасно выбранная натура, сильный состав российских и белорусских актеров, умелый монтаж. И при этом ощутимая растерянность драматурга и режиссера, не совладавших с разбуженным ими джинном: где-то обошлись скороговоркой, где-то невнятицей, где-то откровенным наивом „на публику“. С явным намерением переснять также шедевр Рубинчика. Типичный грех многих кинофэнтези: обещают больше, чем могут реализовать.»
Михаил Трофименков в рецензии «Коммерсанта» отметил, что фильм выявляет «некую „золотую середину“, без какой ни одна нормальная киноиндустрия существовать не может».